# Priodontognathus phillipsi
Il priodontognato (Priodontognathus phillipsi) è un dinosauro erbivoro appartenente agli anchilosauri, o dinosauri corazzati. Visse all'inizio del Giurassico superiore (Oxfordiano, circa 160 milioni di anni fa) e i suoi resti fossili sono stati ritrovati in Inghilterra. È considerato uno degli anchilosauri più antichi, ma l'identità è dubbia.

## Classificazione
Questo dinosauro è noto solo per il fossile di una mascella con denti ed è stato descritto per la prima volta nel 1869 da Harry Govier Seeley, come una nuova specie di Iguanodon (I. phillipsi). Seeley, infatti, inizialmente pensò che questo animale fosse un ornitopode; analizzando in seguito la mascella, lo studioso riscontrò somiglianze con quella di Scelidosaurus, un ornitischio quadrupede e corazzato, e nel 1875 ridescrisse l'esemplare come Priodontognathus phillipsi. Il nome Priodontognathus deriva dal greco antico e significa "mascella con i denti seghettati", a causa della caratteristica forma dei denti. Per lungo tempo questo animale venne considerato un qualche tipo di stegosauro primitivo, ma una revisione operata negli anni '80 portò alla conclusione che questo resto apparteneva a uno dei più antichi anchilosauri conosciuti. 